# Asuman Karakoyun
Asuman Karakoyun est une ancienne joueuse de volley-ball turque née le 16 juillet 1990 à Istanbul. Elle mesure 1,80 m et joue toute sa carrière à l'Eczacıbaşı, au poste de passeuse. Elle a totalisé 100 sélections en équipe de Turquie. Elle a mis un terme à sa carrière de volleyeuse professionnelle en 2016.

## Clubs
| Club                | De        | À         |
| ------------------- | --------- | --------- |
| Eczacıbaşı İstanbul | 2004-2005 | 2015-2016 |

## Palmarès

### Équipe nationale
- Ligue européenne
  - Finaliste : 2011.
- Championnat du monde des moins de 18 ans
  - Finaliste : 2007

### Clubs
- Championnat de Turquie
  - Vainqueur : 2007, 2008, 2012.
  - Finaliste : 2013.
- Coupe de Turquie
  - Vainqueur : 2009, 2011, 2012.
  - Finaliste : 2013.
- Supercoupe de Turquie
  - Vainqueur: 2011, 2012.
  - Finaliste : 2013.
- Ligue des champions
  - Vainqueur: 2015.
- Championnat du monde des clubs
  - Vainqueur : 2015.